# Дроздов, Юрий Иванович
Юрий Иванович Дроздо́в (19 сентября 1925, Минск — 21 июня 2017, Москва) — советский разведчик, генерал-майор. Руководитель нелегальной разведки: заместитель начальника Первого Главного управления КГБ СССР — начальник Управления «С» нелегальной разведки Первого главного управления КГБ СССР (1979—1991).

## Биография
Родился в семье военнослужащего, отец — офицер Русской императорской армии и участник Великой Отечественной войны.
Поступил в 1940 году в спецшколу № 14 в Харькове, с начала войны эвакуировался в Актюбинск, с июля 1943 года служил в РККА.
В 1944 году окончил 1-е Ленинградское артиллерийское училище, эвакуированное в г. Энгельс. Участник Великой Отечественной войны с 1 января 1945 года. Участник штурма Берлина весной 1945-го. Приказом по 52-й гвардейской стрелковой дивизии № 28/н от 13.06.1945 года командир огневого взвода 57-го отдельного истребительного противотанкового дивизиона 52-й гвардейской стрелковой дивизии лейтенант Дроздов награждён орденом Красной Звезды за уничтожение в боях за Берлин двух 75-мм пушек, одного зенитного орудия, 5 пулемётов с расчётами и до 80 солдат противника. Закончил войну в звании лейтенанта.
После войны служил в Группе советских войск в Германии и в Прибалтийском военном округе помощником начальника штаба артиллерийского полка до 1952 года, когда его направили на учёбу.
В 1956 году окончил Военный институт иностранных языков и был переведён в Комитет государственной безопасности (КГБ). Начинал свою оперативную карьеру в официальном представительстве КГБ СССР при «Штази» — МГБ ГДР в Берлине (с августа 1957 года). Участвовал в операции по обмену советского разведчика-нелегала Рудольфа Абеля (под псевдонимом «Юрген Дривс» играл роль немецкого кузена Абеля) на американского лётчика-шпиона Фрэнсиса Гэри Пауэрса.
В 1963 году после завершения служебной командировки в Германию направлен на курсы усовершенствования оперативного состава. В период с августа 1964 по 1968 год — резидент внешней разведки КГБ СССР в Китае. В 1968—1975 годах работал в центральном аппарате ПГУ, являлся заместителем начальника Управления «С».
В 1975 году назначен резидентом внешней разведки в США, Нью-Йорк (сменил Б. А. Соломатина), где находился до 1979 года под прикрытием заместителя постоянного представителя СССР при ООН. Руководил резидентурой разведки в Нью-Йорке с августа 1975 по октябрь 1979 года.
С ноября 1979 по 1991 занимал должность заместителя начальника ПГУ КГБ СССР и возглавлял управление «С».
Участник афганской войны. Один из руководителей штурма дворца Амина 27 декабря 1979 года, за организацию которого был представлен к званию Героя Советского Союза. Отказался от этой награды, попросив наградить вместо него одного из офицеров — участников штурма. Инициатор создания и вышестоящий руководитель подразделения специального назначения «Вымпел».
В совершенстве владел немецким языком.
С июня 1991 года в запасе. Генерал-майор. Возглавлял аналитический центр НАМАКОН. Являлся почётным Президентом Ассоциации ветеранов подразделений специального назначения и спецслужб «Вымпел-Союз».
Скончался 21 июня 2017 года. Похоронен с воинскими почестями на Троекуровском кладбище Москвы. В одном из своих последних интервью говорил, что «всё ужасное для России только начинается, потому что ей уготована участь тельца, который должен быть принесён в жертву ради блага всего человечества».

## Семья
Отец — Иван Дмитриевич Дроздов (1894—1978), офицер русской армии, участвовал в Первой мировой войне, сражался на Юго-Западном фронте, за храбрость получил Георгиевский крест. В РККА с февраля 1942 года. Участник Великой Отечественной войны с 1943 года. Приказом №: 26/н от: 15.03.1945 по 157-й сд 5-й армии 3-го Белорусского фронта красноармеец Дроздов награждён медалью «За отвагу» за уничтожение трёх автоматчиков противника гранатами и захват дома, являющегося центром обороны противника в период наступления 2 марта 1945 года.
Мать — Анастасия Кузьминична Дроздова (дев. Панкевич) (1898—1987), родилась под Лепелем в Беларуси. Её отец работал садовником помещичьего сада, и вдовец-помещик помог ей окончить гимназию, секретарские курсы, а впоследствии устроил машинисткой на английскую бумажную фабрику в Переславле-Залесском.
Дед, Кузьма Панкевич, после революции служил сторожем на Лепельском кладбище, прожил более 90 лет. Во время войны ушёл в партизанский отряд, а зимой 1943 года заболел и умер недалеко от своей избушки.
Супруга — Людмила Александровна Дроздова (дев. Юденич) (род. 1925). Двое сыновей: Юрий (род. 1946) и Александр (род. 1950). Имеет внука, двух внучек и трёх правнуков.

## Награды
- Орден Ленина (1981)[2]
- Орден Октябрьской Революции (28.04.1980)[9]
- Орден Красного Знамени (1978)[2]
- Орден Отечественной войны I степени (06.04.1985)[2][10]
- Орден Трудового Красного Знамени (1966)[2]
- Орден Красной Звезды (13.06.1945)[2][11][12]
- Нагрудный знак «Почётный сотрудник госбезопасности»[2]
- Нагрудный знак «За службу в разведке»[2]
- Медали СССР, в том числе:
  - медаль «За взятие Берлина»[13]
- Правительственные награды ГДР, Польши, Кубы, Афганистана.

## Увековечивание в культуре
- Документальный фильм «Марафонцы разведки» (цикл «Живая история», Пятый канал, 2009 год)[14][15]
- Документальный фильм «Разведка в лицах. Нелегалы. Мемуары» (телеканал «Культура», 1-я и 2-я серии, 2020 год, режиссёр Ирина Свешникова)[16][17][18]